# Pseudacysta perseae
Pseudacysta perseae är en insektsart som först beskrevs av Heidemann 1908.  Pseudacysta perseae ingår i släktet Pseudacysta och familjen nätskinnbaggar. Inga underarter finns listade i Catalogue of Life.